# Gewone sigaar
De gewone sigaar (Sigara striata) is een wants uit de familie van de Corixidae (Duikerwantsen). De soort werd het eerst wetenschappelijk beschreven door Carl Linnaeus in 1758.

## Uiterlijk
De grotendeels zwartbruin gekleurde wants is macropteer (langvleugelig) en kan 6.5 tot 8 mm lang worden. Het halsschild is bruinzwart, net als de voorvleugels en heeft stompe hoeken aan de zijkant. Dwars over het halsschild lopen zes of zeven regelmatige lijntjes, waarvan de derde lijn zich vaak in het midden splitst. De dwarslijntjes lopen ook over de voorvleugels en hier zijn ze vaak op het middenstuk (corium) golvend en onderbroken door twee zwarte lijnen die in de lengte lopen. Tussen het verharde en het vliezige, doorzichtige deel van de vleugels bevindt zich een gele lijn. De pootjes en de kop zijn geel gekleurd.

## Leefwijze
De wants overwintert als volwassen wants en er is één enkele generatie in het jaar, onder gunstige omstandigheden is er een tweede generatie. Het zijn goede zwemmers en kunnen goed vliegen en het zijn alleseters. Ze leven van kleine waterdiertjes, algen en dood plantenmateriaal dat in het water zweeft. De wantsen zijn te vinden van enigszins brak water tot in vennetjes. Ze houden niet van rivieren en natuurlijke beken.

## Leefgebied
De wants is in Nederland zeer algemeen en leeft verder van Europa tot in Oost-Azië.